# Mayra Alejandra
Mayra Alejandra, a właściwie Mayra Alejandra Rodríguez Lezama (ur. 7 maja 1955 w Caracas, zm. 17 kwietnia 2014 tamże) – wenezuelska aktorka grająca, głównie w telenowelach i serialach telewizyjnych.
Mayra Alejandra urodziła się w Caracas 7 maja 1955 roku. Zadebiutowała w 1975 roku w serialu "Valentina" i od tego czasu brała udział w 17 produkcji filmowych, z których niektóre były filmami. Mayra Alejandra grała w znanych serialach, z których wiele osiągnęło sławę światową. Najbardziej znaną telenowelą z Jej udziałem była Luisana mia. Pracowała z wieloma latynoskimi amantami: El Puma, Renato Carlos Gutierrez, Jean Carlo Simancas, Raul Amandaray. Miała też zagrać w popularnym włoskim serialu Namiętności i była już na planie filmowym, ale zrezygnowała z planów.

## Ostatnie lata życia
W 2010 roku, u Mayri Alejandra zdiagnozowano raka, aktorka zmagała się z nieuleczalną chorobą przez 4 lata, ale leczenie nie przyniosło żadnych rezultatów. Mayra Alejandra zmarła w Caracas w dniu 17 kwietnia 2014.

## Życie osobiste
Mayra Alejandra poślubiła słynnego meksykańskiego aktora Salvadora Pinedę i urodziła syna Aarona Salwador, jednak szybko się rozwiedli.

## Wybrane filmografia
- 1975 – Valentina – Maurita
- 1976/77 – Karolina – Karolina Villacastín *
- 1977 – Córka Juana Crespo" – Diane Crespo *
- 1980 – Rosa Campos, provinciana – Rosa Campos *
- 1981 – Luisana mía – Luisana narwhals de Bernal *
- 1983 – Marta y Javier – Martha Galvan *
- 1991 – Zakazana miłość – Irena Rivas *
- 1993 – Amor de papel – Leticia
- 2000 – Barwy miłości – Raquel de Valderrama
- 2004 – Estrambótica Anastasia – Yolanda Paz *
- 2005/06 – Con toda el alma – Isabel Morelli *
- 2007 – Camaleona – Amalopa "Rivas

(*) – Główna rola